# USS John F. Kennedy (1968)

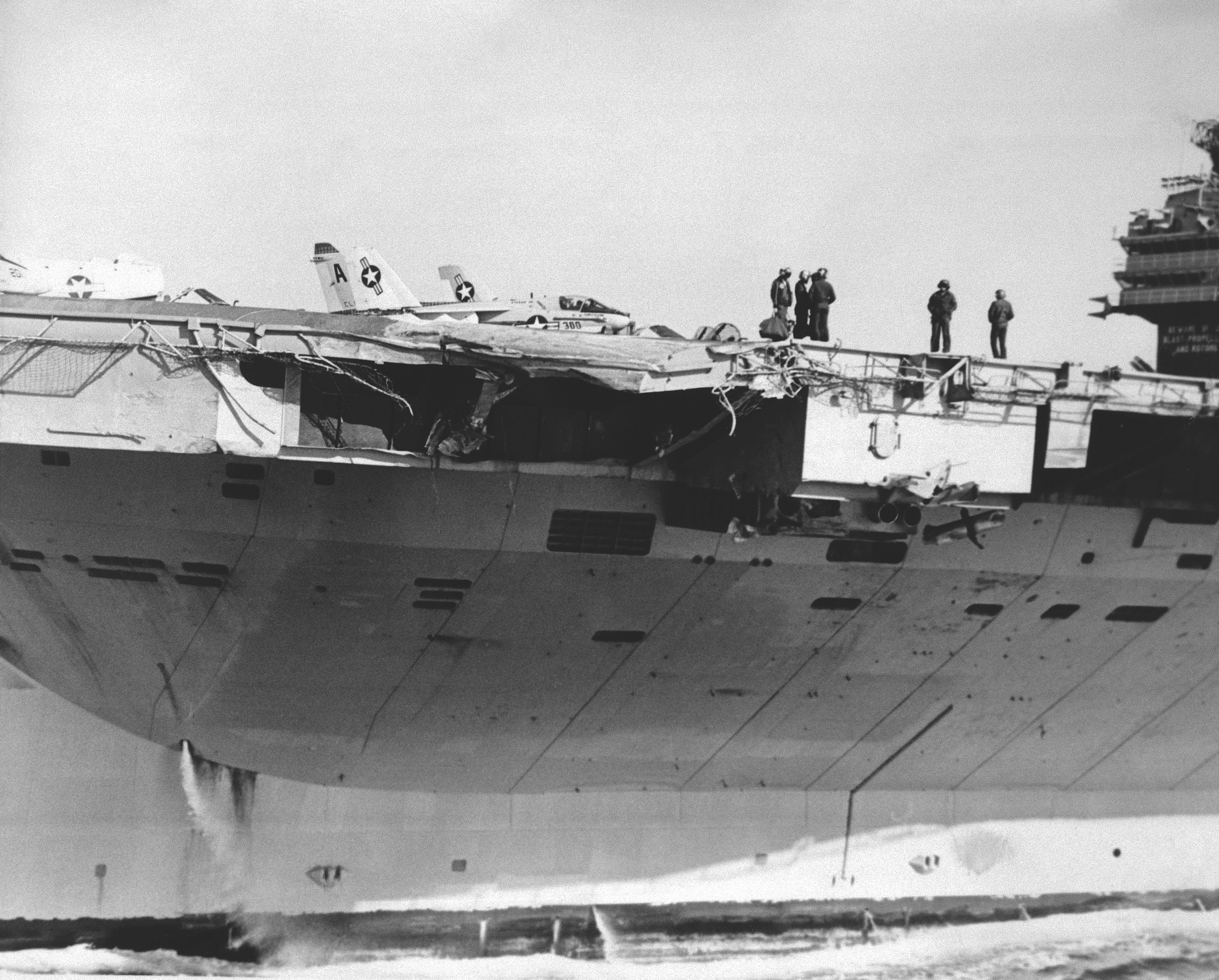
Een zicht op de schade na de aanvaring met de USS Belknap in 1975.

De USS John F. Kennedy (designatie: CV-67, voorheen: CVA-67) was een supervliegdekschip van de United States Navy. Het schip werd in 1968 in dienst genomen. Na bijna 40 jaar dienst is het in 2007 uit dienst genomen. Het was het enige schip uit de John F. Kennedy-klasse. Het schip werd genoemd naar oud-president John F. Kennedy.
De USS John F. Kennedy was oorspronkelijk besteld in de nucleair aangedreven Enterprise-klasse. Omdat de kosten daarvoor te hoog opliepen, werd het herbesteld in een aparte met conventionele stoomturbines aangedreven klasse. Sinds de uitdiensttreding in 2007 is de USS Kitty Hawk (CV-63) het enige overgebleven supervliegdekschip zonder kernaandrijving. Wel is er een nieuw vliegdekschip als USS John F. Kennedy (CVN-79) in aanbouw, deze keer met nucleaire aandrijving.

## Geschiedenis

### Bouw
De kiellegging van de USS John F. Kennedy vond plaats op 22 oktober 1964. In 1967 werd het tewatergelaten. Het werd gedoopt door Jacqueline Kennedy en de negenjarige Caroline Kennedy, respectievelijk de weduwe en de dochter van de overleden president naar wie het schip was vernoemd. In september 1968 kwam het schip in dienst van de Amerikaanse marine.
De John F. Kennedy zou oorspronkelijk een van de zes vliegdekschepen van de Enterprise-klasse worden en aandrijving met kernreactoren krijgen. Wegens hoog oplopende bouwkosten van de USS Enterprise werden de vijf andere schepen echter geannuleerd. Een deel werd opnieuw besteld in de conventioneel aangedreven Kitty Hawk-klasse, ook de John F. Kennedy. Die laatste was echter zo verschillend van de Kitty-Hawks dat de Amerikaanse zeemacht het als een aparte klasse, de John F. Kennedy-klasse, met slechts één schip beschouwde.

### Jaren 1970
De USS John F. Kennedy werd gestationeerd in de Naval Station Mayport in Florida. De eerste reizen gingen naar de Middellandse Zee in verband met de situatie in het Midden-Oosten. Nog in de jaren 1970 werd het schip opgewaardeerd om F-14 Tomcat's en S-3 Viking's aan te kunnen. Op het einde van het decennium volgde een onderhoudsbeurt van een jaar.
Op 22 november 1975 botste het vliegdekschip met de kleinere kruiser USS Belknap waarbij vooral die laatste zware schade leed. Op 14 september 1976 was de John F. Kennedy opnieuw betrokken bij een botsing. Deze keer met de torpedobootjager USS Bordelon. De Bordelon werd hierbij zo zwaar beschadigd dat het uit dienst werd genomen.

### Jaren 1980
In 1981 was de USS John F. Kennedy op weg tijdens de negende reis. Hierbij deed het voor het eerst de Indische Oceaan aan en voer het door het Suezkanaal. Tijdens die reis kreeg het ook het staatshoofd van Somalië op bezoek. In 1983 werd het schip ingezet nabij de Libaneese hoofdstad Beiroet. Het schip vormde de Amerikaanse aanwezigheid tijdens de crisis die in de regio aan de gang was.
In 1984 volgde een nieuwe onderhoudsbeurt en verbeteringen in een droogdok. Tijdens de twaalfde reis, die in augustus 1988 begon, werd het vliegdekschip 130 kilometer voor de kust van Libië genaderd door twee Libische MiG-23s. Vanuit de Kennedy werden twee F-14's gelanceerd om de MiGs weg te escorteren. Het escaleerde echter tot een luchtgevecht waarin beide Libische straaljagers vernietigd werden.

### Jaren 1990
De John F. Kennedy nam in 1990 deel aan de 4 juli-vieringen in Boston. In augustus werd het onverwacht gemobiliseerd voor deelname aan Operation Desert Shield. Het schip opereerde tijdens de Eerste Golfoorlog in de Rode Zee. In 1991 werden vanaf de Kennedy 114 luchtaanvallen gelanceerd tegen Irak waarbij 2900 vliegtuigen opstegen vanaf het schip. Na die oorlog keerde het schip weer naar de VS voor reparaties en onderhoud. Ook werden aanpassingen gedaan voor het nieuwe F/A-18E/F Super Hornet-gevechtsvliegtuig.
Hierop keerde de Kennedy terug naar de Middellandse Zee waar oefeningen gehouden werden ter voorbereiding op de interventie in Joegoslavië. Hierna ging het schip terug naar een scheepswerf voor een onderhoudsbeurt van twee jaar. Tijdens de zestiende reis redde de Kennedy de bemanning van een boot die in moeilijkheden was gekomen na orkaan Floyd. Vervolgens ging het naar Jordanië waar de koning van dat land ontvangen werd. Tijdens de millenniumovergang was de John F. Kennedy het enige Amerikaanse vliegdekschip op zee.

### Jaren 2000
De USS John F. Kennedy kreeg een nieuwe upgrade. Begin 2002 bestookten vliegtuigen vanaf het schip stellingen van de Taliban en Al Qaeda in Afghanistan. In juli 2004 botste het vliegdekschip met een dhow waarbij alle opvarenden van de dhow omkwamen. De Kennedy bleef onbeschadigd, maar twee vliegtuigen die op het dek stonden leden wel schade. Na het incident werd de commandant van het schip vervangen.
De John F. Kennedy was intussen het duurste (qua gebruikskosten) vliegdekschip van de Amerikaanse vloot geworden. Er drong zich ook een dure onderhoudsbeurt op. Besparingen leidden dan ook tot de beslissing om het schip op 1 april 2005 uit de vaart te nemen. Op 23 maart 2007 werd het uit dienst gesteld. Herbruikbare uitrusting zal weggehaald worden en een unieke kajuit, die door Jacqueline Kennedy zelf was ingericht, zal in een museum heropgebouwd worden.